# Robert Vaughn
Robert Francis Vaughn (New York, 22 novembre 1932 – Danbury, 11 novembre 2016) è stato un attore statunitense.

## Biografia
Di origini irlandese e francese, Robert Vaughn nacque a New York City dall'attrice teatrale Marcella Frances (nata Gaudel), e dall'attore radiofonico Gerald Walter Vaughn. Dopo il divorzio dei genitori, Vaughn visse a Minneapolis (Minnesota) con i suoi nonni, mentre la madre era assente per il suo lavoro. Frequentò la North High School e successivamente si iscrisse alla facoltà di giornalismo dell'Università del Minnesota, che lasciò dopo un anno per trasferirsi a Los Angeles con sua madre.
Dopo essere giunto in finale in una gara interuniversitaria di recitazione radiofonica, stabilitosi in California si iscrisse al Los Angeles City College per studiare arte drammatica, trasferendosi poi al Los Angeles State College of Applied Arts and Sciences, dove conseguì un master in teatro. Divenuto in seguito primattore e regista stabile dell'Albuquerque Summer House Theatre, durante le rappresentazioni della pièce End as a Man Vaughn ricevette la prima proposta cinematografica per il film western I quattro cavalieri del terrore (1957), cui seguì una buona caratterizzazione in un altro western, Domani m'impiccheranno (1958). Pur impegnato contemporaneamente nella sua carriera di attore, Vaughn proseguirà la sua istruzione superiore, conseguendo nel 1970 un Ph.D. in comunicazioni presso la University of Southern California.
Vaughn fece il suo debutto sul piccolo schermo il 21 novembre 1955 in Venerdì nero, episodio della serie TV americana Medic, il primo di più di 200 ruoli che interpreterà in episodi di celebri serie televisive fino alla metà degli anni duemila. Apparve con Virginia Christine nell'episodio The Twisted Road (1959) della serie Dottore di frontiera, la storia di un tormentato rapporto fratello-sorella che provoca l'uccisione di una giovane donna, interpretato anche da Rex Allen nel ruolo del protagonista. Dal 1964 al 1968 si affermò definitivamente sul piccolo schermo nella serie di spionaggio Organizzazione U.N.C.L.E., accanto a David McCallum, impersonando Napoleon Solo, l'imperturbabile agente segreto elegante e dai modi pacati e calcolati. 
Attivo anche in campo cinematografico, nel 1960 ebbe una candidatura all'Oscar al miglior attore non protagonista e una al Golden Globe per il miglior attore non protagonista per il ruolo di Chester Gwynn, un erede a cui viene sottratta l'eredità nel film I segreti di Filadelfia (1959) e interpretò Lee, uno dei pistoleri ingaggiati per proteggere i contadini di un povero villaggio messicano nel western I magnifici sette (1960). Affidabile e solido comprimario, fu candidato anche al BAFTA al miglior attore non protagonista per il poliziesco Bullitt (1968), in cui interpretò un ambizioso viceprocuratore distrettuale in contrasto con il protagonista Steve McQueen, mentre sugli schermi televisivi fu protagonista della serie Gli invincibili (1972-1974), nel ruolo dell'investigatore britannico Harry Rule, e più tardi interpretò il ruolo del Generale Hunt Stockwell nella quinta stagione della serie A-Team (1986-1987). Nel 1983 interpretò il villain Ross Webster in Superman III.

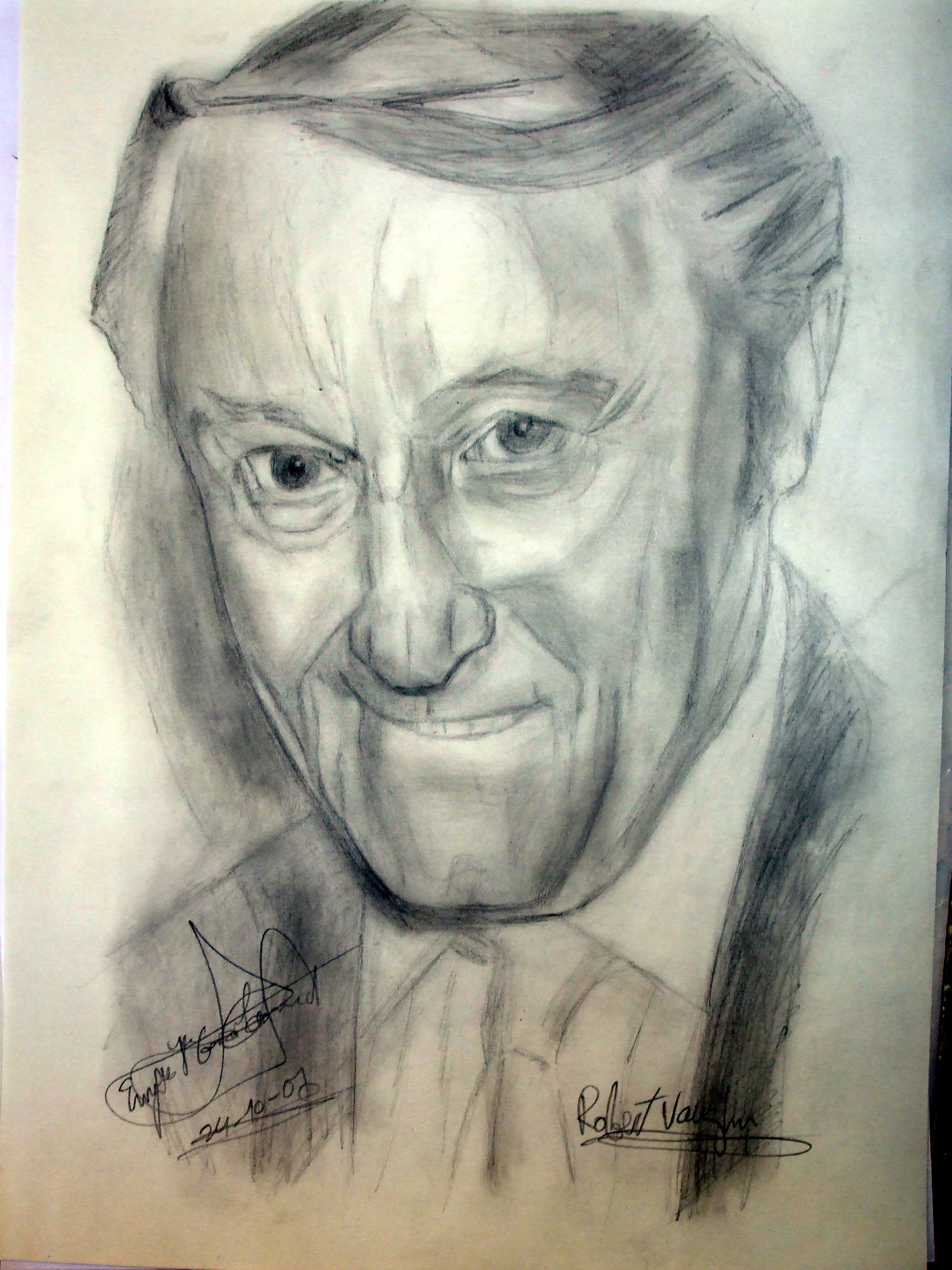
Ritratto dell'attore

### Vita privata
Sposato con l'attrice Linda Staab dal 1974, adottò due figli, Cassidy e Caitlin. Morì per leucemia.

## Filmografia parziale

### Cinema
- I quattro cavalieri del terrore (Hell's Crossroads), regia di Franklin Adreon (1957)
- Rapina a San Francisco (No Time to Be Young), regia di David Lowell Rich (1957)
- Adolescente delle caverne (Teenage Cave Man), regia di Roger Corman (1958)
- Domani m'impiccheranno (Good Day for a Hanging), regia di Nathan Juran (1959)
- I segreti di Filadelfia (The Young Philadelphians), regia di Vincent Sherman (1959)
- I magnifici sette (The Magnificent Seven), regia di John Sturges (1960)
- Il grande spettacolo (The Big Show), regia di James B. Clark (1961)
- Donne inquiete (The Caretakers), regia di Hall Bartlett (1963)
- La spia dai due volti (The Spy with My Face), regia di John Newland (1965)
- Una spia di troppo (One Spy Too Many), regia di Joseph Sargent (1966)
- La mia spia di mezzanotte (The Glass Bottom Boat), regia di Frank Tashlin (1966)
- La spia che non fece ritorno (One of Our Spies Is Missing), regia di E. Darrell Hallenbeck (1966)
- La spia dal cappello verde (The Spy in the Green Hat), regia di Joseph Sargent (1967)
- Suspense a Venezia (The Venetian Affair), regia di Jerry Thorpe (1967)
- Gli assassini del karaté (The Karate Killers), regia di Barry Shear (1967)
- Bullitt, regia di Peter Yates (1968)
- Le spie vengono dal cielo (The Helicopter Spies), regia di Boris Sagal (1968)
- Se è martedì deve essere il Belgio (If It's Tuesday, This Must Be Belgium), regia di Mel Stuart (1969)
- Il ponte di Remagen (The Bridge at Remagen), regia di John Guillermin (1969)
- 23 pugnali per Cesare (Julius Caesar), regia di Stuart Burge (1970)
- Il cervello di Mr. Soames (The Mind of Mr. Soames), regia di Alan Cooke (1970)
- La statua (The Statue), regia di Rod Amateau (1971)
- Il piccione d'argilla (The Clay Pigeon), regia di Lane Slate, Tom Stern (1971)
- L'inferno di cristallo (The Towering Inferno), regia di Irwin Allen e John Guillermin (1974)
- Baby Sitter - Un maledetto pasticcio (Jeune fille libre le soir), regia di René Clément (1975)
- Obiettivo "Brass" (Brass Target), regia di John Hough (1978)
- I magnifici sette nello spazio (Battle Beyond the Stars), regia di Jimmy T. Murakami (1980)
- Ultimo rifugio: Antartide (Fukkatsu no Hi), regia di Kinji Fukasaku (1980)
- S.O.B., regia di Blake Edwards (1981)
- Superman III, regia di Richard Lester (1983)
- Il giorno della luna nera (Black Moon Rising), regia di Harley Cokeliss (1986)
- Delta Force (The Delta Force), regia di Menahem Golan (1986)
- Renegade - Un osso troppo duro, regia di Enzo Barboni (1987)
- Killing Birds, regia di Claudio Lattanzi (1987)
- In amore nessuno è perfetto (Nobody's Perfect), regia di Robert Kaylor (1989)
- C.H.U.D. II: Bud the Chud, regia di David Irving (1989)
- Transylvania Twist, regia di Jim Wynorski (1989)
- Passi di follia (Dancing in the Dark), regia di Bill Corcoran (1995)
- A casa di Joe (Joe's Apartment), regia di John Payson (1996)
- Baseketball, regia di David Zucker (1998)
- Ombre dal passato (Motel Blue), regia di Sam Firstenberg (1999)
- Pootie Tang, regia di Louis C.K. (2001)
- The Magnificent Eleven, regia di Jeremy Wooding (2012)

### Televisione
- Screen Directors Playhouse – serie TV, episodio 1x33 (1956)
- West Point – serie TV, episodio 1x02 (1956)
- Gunsmoke – serie TV, episodi 1x27-3x09 (1956-1957)
- Telephone Time – serie TV, episodio 2x19 (1957)
- Panico (Panic!) – serie TV, episodio 2x09 (1958)
- Zorro – serie TV, episodio 2x20 (1959)
- Alfred Hitchcock presenta (Alfred Hitchcock Presents) – serie TV, episodio 5x07 (1959)
- Lo sceriffo indiano (Law of the Plainsman) – serie TV, episodi 1x10-1x11 (1959)
- Wichita Town – serie TV, 1 episodio 1x09 (1959)
- Avventure lungo il fiume (Riverboat) – serie TV, episodio 1x03 (1959)
- Men Into Space – serie TV, episodio 1x20 (1960)
- Scacco matto (Checkmate) – serie TV, episodio 1x02 (1960)
- June Allyson Show (The DuPont Show with June Allyson) – serie TV, episodio 2x11 (1960)
- Carovana (Stagecoach West) – serie TV, episodio 1x13 (1961)
- Thriller – serie TV, episodio 1x24 (1961)
- Corruptors (Target: The Corruptors) – serie TV, episodio 1x10 (1961)
- Follow the Sun – serie TV, episodi 1x01-1x14 (1961)
- Bonanza – serie TV, episodio 4x06 (1962)
- The Dick Powell Show – serie TV, episodio 1x28 (1962)
- G.E. True – serie TV, episodio 1x15 (1963)
- Il virginiano (The Virginian) – serie TV, episodio 1x20 (1963)
- Indirizzo permanente (77 Sunset Strip) – serie TV, episodio 5x34 (1963)
- Organizzazione U.N.C.L.E. (The Man from U.N.C.L.E.) – serie TV, 105 episodi (1964-1968)
- Agenzia U.N.C.L.E. (The Girl from U.N.C.L.E.) – serie TV, episodio 1x03 (1966)
- Gli invincibili (The Protectors) – serie TV, 50 episodi (1972-1974)
- Colombo (Columbo) – serie TV, episodi 4x04-5x06 (1975-1976)
- Capitani e Re (Captains and the Kings) – miniserie TV, 6 episodi (1976)
- Colorado (Centennial) – miniserie TV, 10 episodi (1978-1979)
- Il grigio e il blu (The Blue and the Gray) – miniserie TV, 3 episodi (1982)
- La signora in giallo (Murder, She Wrote) – serie TV, episodi 2x11-6x03-8x12 (1985-1992)
- A-Team (The A-Team) – serie TV, 13 episodi (1986-1987)
- Nightstick, regia di Joseph L. Scanlan - film TV (1987)
- Perry Mason: Una ragazza intraprendente (Perry Mason: The Case of the Defiant Daughter), regia di Christian I. Nyby II – film TV (1990)
- Il pericolo è il mio mestiere (Danger Theatre) – serie TV, 7 episodi (1993)
- Così gira il mondo (As the World Turns) – soap opera, 1 episodio (1995)
- Walker Texas Ranger – serie TV, episodio 5x06 (1996)
- Una vita da vivere (One Life to Live) – soap opera, 1 episodio (1996)
- Un detective in corsia (Diagnosis: Murder) – serie TV, 2 episodi (1996-1997)
- La tata (The Nanny) – serie TV, 2 episodi (1996-1998)
- Law & Order - I due volti della giustizia (Law & Order) – serie TV, 3 episodi (1997-1998)
- I magnifici sette (The Magnificent Seven) – serie TV, 6 episodi (1998-2000)
- Hustle - I signori della truffa (Hustle) – serie TV, 48 episodi (2004-2012)
- Law & Order - Unità vittime speciali (Law & Order: Special Victims Unit) – serie TV, episodi 8x02-16x16 (2006-2015)

## Riconoscimenti
- Premio Oscar
  - 1960 – Candidatura al miglior attore non protagonista per I segreti di Filadelfia

- Hollywood Walk of Fame
  - 1998 – Stella - Categoria Cinema, 6633 Hollywood Blvd.

## Doppiatori italiani
Nelle versioni in italiano delle opere in cui ha recitato, Robert Vaughn è stato doppiato da:
- Pino Locchi in Donne inquiete, Le spie vengono dal cielo, Il ponte di Remagen
- Luciano Melani in Bullitt, Delta Force, Colombo (ep. 5x06)
- Michele Kalamera in La signora in giallo (ep. 6x03), Un detective in corsia (ep. 3x11), Hustle - I signori della truffa
- Massimo Turci in Domani m'impiccheranno, I segreti di Filadelfia
- Cesare Barbetti in Obiettivo "Brass", Renegade - Un osso troppo duro
- Michele Gammino in S.O.B., 	I magnifici sette (1998), Baseketball
- Rino Bolognesi in La signora in giallo (ep. 8x12), Law & Order - Unità vittime speciali (ep. 8x02)
- Giorgio Lopez ne Il pericolo è il mio mestiere, Law & Order - Unità vittime speciali (ep. 16x16)
- Sandro Iovino in Il giorno della luna nera, Hunter
- Stefano De Sando ne La montagna della strega, Law & Order - I due volti della giustizia (ep. 8x09)
- Sergio Fantoni in I magnifici sette (1960)
- Giancarlo Maestri in 23 pugnali per Cesare
- Antonio Colonnello in Gli invincibili
- Lino Troisi in Generazione Proteus
- Sergio Di Giulio in Colombo (ep. 4x04)
- Nando Gazzolo in Superman III
- Giovanni Petrucci in Questione d'onore
- Carlo Sabatini in A-Team
- Dario Penne in La signora in giallo (ep. 2x11)
- Diego Reggente in Il fiume della morte
- Romano Malaspina in Law & Order - I due volti della giustizia (ep. 8x21, 8x24)
- Sergio Tedesco in Caccia al tesoro
- Franco Zucca in Walker Texas Ranger
- Ennio Coltorti in Un detective in corsia (ep. 5x10)
- Oliviero Dinelli in La tata